# Kasi Zhen
Kasi Zhen (kinesiska: 卡斯, 卡斯镇) är en köping i Kina. Den ligger i provinsen Yunnan, i den sydvästra delen av landet, omkring 330 kilometer väster om provinshuvudstaden Kunming. Antalet invånare är 38 416. Befolkningen består av 18 767 kvinnor och 19 649 män. Barn under 15 år utgör 0,00 %, vuxna 15-64 år 72 %, och äldre över 65 år 8,0 %.
Genomsnittlig årsnederbörd är 1 176 millimeter. Den regnigaste månaden är juli, med i genomsnitt 325 mm nederbörd, och den torraste är januari, med 7 mm nederbörd.